# Sägemühle von Hierapolis

Darstellung einer römischen wassergetriebenen Sägemühle in Hierapolis (Kleinasien). Die im 3. Jahrhundert n. Chr. gebaute Mühle ist die erste bekannte Maschine, die mit einem Mechanismus aus Kurbelwelle und Pleuelstange arbeitete.

Die Sägemühle von Hierapolis war eine römische wassergetriebene Steinsägemühle im kleinasiatischen Hierapolis (heutige Türkei). Die in die zweite Hälfte des 3. Jahrhunderts n. Chr. datierte Wassermühle ist die erste bekannte Maschine, bei der eine Drehbewegung mithilfe von Kurbelwelle und Pleuelstange in eine lineare Bewegung umgesetzt wurde.
Die Existenz der Mühle ist durch ein Relief auf dem Sarkophag eines einheimischen Müllers namens Marcus Aurelius Ammianos belegt. Auf dem Giebel des steinernen Sarges ist ein Wasserrad abgebildet, das von einem Mühlgerinne gespeist wird. Über ein Zahnradgetriebe werden zwei Rahmensägen angetrieben, die über eine Pleuelstange und einer aufgrund mechanischer Notwendigkeit zu ergänzenden Kurbelwelle quadratische Steinblöcke durchtrennen (siehe Graphik). Die dazugehörige Inschrift ist auf Griechisch abgefasst.

## Weitere Sägemühlen
Ähnliche Kraftübertragungsmechanismen aus Kurbel und Pleuelstange, freilich ohne Zahnradgetriebe, sind von archäologischen Ausgrabungen zweier Steinsägemühlen des 6. Jahrhunderts n. Chr. in Gerasa (Jordanien) und Ephesos (Türkei) bekannt. Eine weitere Sägemühle könnte im schweizerischen Augusta Raurica gestanden haben, wo man eine metallene Kurbelwelle aus dem 2. Jahrhundert n. Chr. entdeckt hat.
Der Betrieb von wassergetriebenen Marmorsägen in der Nähe von Trier ist dem Gedicht Mosella des römischen Poeten Ausonius aus dem späten 4. Jahrhundert n. Chr. zu entnehmen. Eine Textstelle im Werk des Heiligen Gregor von Nyssa (ca. 335–394) deutet auf die zeitgleiche Existenz von maschinellen Marmorsägewerken im kleinasiatischen Raum hin, so dass eine weite Verbreitung solcher industriellen Mühlen im Spätrömischen Reich anzunehmen ist.
Aufgrund der Funde kann die Einführung des Kurbelmechanismus mit Pleuelstange ein ganzes Jahrtausend vorverlegt werden; mit seiner Erfindung standen zum ersten Mal einer Technikkultur alle Hauptkomponenten der erst sehr viel später zur Einsatzreife entwickelten Dampfmaschine zur Verfügung: die Erzeugung von Dampfkraft (Herons Aeolipile), Zylinder und Kolben (in Druckpumpen aus Metall), Sperrventile (in Wasserpumpen) und Zahnräder (etwa in Wassermühlen) waren allesamt römischen Technikern bereits bekannt.